# MiniLinux
MiniLinux är ett samlingsnamn som syftar på mindre versioner av linux som ryms på till exempel en 90-millimeter diskett, ett minneskort eller andra lagringsmedia med mycket begränsad lagringskapacitet.